# WWWF United States Tag Team Championship
Le WWWF United States Tag Team Championship est un ancien titre majeur de la World Wide Wrestling Federation créé en 1963 et disparu en 1967. De 1958 à 1963, ce titre appartenait à la National Wrestling Alliance et s'appelait NWA United States Tag Team Championship.

## Historique des règnes
| Catcheurs                                                   | Nb de règnes | Date               | Lieu                      | Notes                                     |
| ----------------------------------------------------------- | ------------ | ------------------ | ------------------------- | ----------------------------------------- |
| NWA United States Tag Team Championship (Northeast version) |              |                    |                           |                                           |
| Mark Lewin & Don Curtis                                     | 1            | 1958               |                           | Battaient Hans Schmidt & Dick the Bruiser |
| Jerry & Eddie Graham                                        | 1            | 1er septembre 1958 | Washington, D.C.          |                                           |
| Mark Lewin & Don Curtis                                     | 2            | Décembre 1958      | Washington, D.C.          |                                           |
| Jerry & Eddie Graham                                        | 2            | 27 mai 1959        | Bridgeport (Connecticut)  |                                           |
| Vacant                                                      |              | Novembre 1959      |                           | Eddie Graham quittait la promotion        |
| Jerry Graham & Johnny Valentine                             | 1            | 14 novembre 1959   | West Hampstead, New York  | Battaient Mark Lewin & Don Curtis         |
| Jerry & Eddie Graham                                        | 3            | Mars 1960          |                           |                                           |
| Red & Lou Bastien                                           | 1            | 2 avril 1960       | New Haven (Connecticut)   |                                           |
| Jerry & Eddie Graham                                        | 4            | 16 avril 1960      | New Haven, CT             |                                           |
| Red & Lou Bastien                                           | 2            | 23 avril 1960      | Chicago, Illinois         |                                           |
| The Fabulous Kangaroos (Al Costello et Roy Heffernan)       | 1            | 21 juillet 1960    | Washington, D.C.          |                                           |
| Red & Lou Bastien                                           | 3            | 8 août 1960        | Washington, D.C.          |                                           |
| The Fabulous Kangaroos (Al Costello et Roy Heffernan)       | 2            | 24 août 1960       | Bridgeport, CT            |                                           |
| Johnny Valentine & "Nature Boy" Buddy Rogers                | 1            | 19 novembre 1960   | Teaneck, New Jersey       |                                           |
| The Fabulous Kangaroos (Al Costello et Roy Heffernan)       | 3            | 26 novembre 1960   | Washington, D.C.          |                                           |
| Johnny Valentine & Bob Ellis                                | 1            | 11 janvier 1962    | Washington, D.C.          |                                           |
| Buddy Rogers & Johnny Barend                                | 1            | 5 juillet 1962     | Washington, D.C.          |                                           |
| Buddy Austin & Great Scott                                  | 1            | 7 mars 1963        | Washington, D.C.          |                                           |
| WWWF United States Tag Team Championship                    |              |                    |                           |                                           |
| Skull Murphy & Brute Bernard                                | 1            | 16 mai 1963        | Washington, D.C.          |                                           |
| Killer Kowalski & Gorilla Monsoon                           | 1            | 14 novembre 1963   | Washington, D.C.          |                                           |
| John & Chris Tolos                                          | 1            | 28 décembre 1963   | Teaneck, NJ               |                                           |
| Don McClairty & Argentina Apollo                            | 1            | Février 1964       | Connecticut               |                                           |
| Dr. Jerry & Luke Graham                                     | 1            | Juin 1964          | Washington, D.C.          |                                           |
| Gene Kiniski & Waldo Von Erich                              | 1            | 1964               | Washington, D.C.          |                                           |
| Gorilla Monsoon & Bill Watts                                | 1            | Avril 1965         | Washington, D.C.          |                                           |
| Dan Miller & Dr. Bill Miller                                | 1            | Juillet 1965       | Washington, D.C.          |                                           |
| Tony Parisi & Johnny Valentine                              | 1            | 21 février 1966    | New York, New York        |                                           |
| Baron Mikel Scicluna & Smasher Sloan                        | 1            | 22 septembre 1966  | Washington, D.C.          |                                           |
| Spiros Arion & Tony Parisi                                  | 1            | 8 décembre 1966    | Washington, D.C.          |                                           |
| Spiros Arion & Arnold Skaaland                              | 1            | Juin 1967          |                           |                                           |
| Sicilians (Lou Albano & Tony Altimore)                      | 1            | 10 juillet 1967    | Atlantic City, New Jersey |                                           |
| Bruno Sammartino & Spiros Arion                             | 1            | 24 juillet 1967    | Atlantic City, NJ         |                                           |
| Titre retiré                                                |              | 1967               |                           | Titre abandonné                           |